# Local government area del Territorio del Nord

La distribuzione delle nuove Local Government Areas nel Territorio del Nord come definite dalla riorganizzazione del 1º luglio 2008

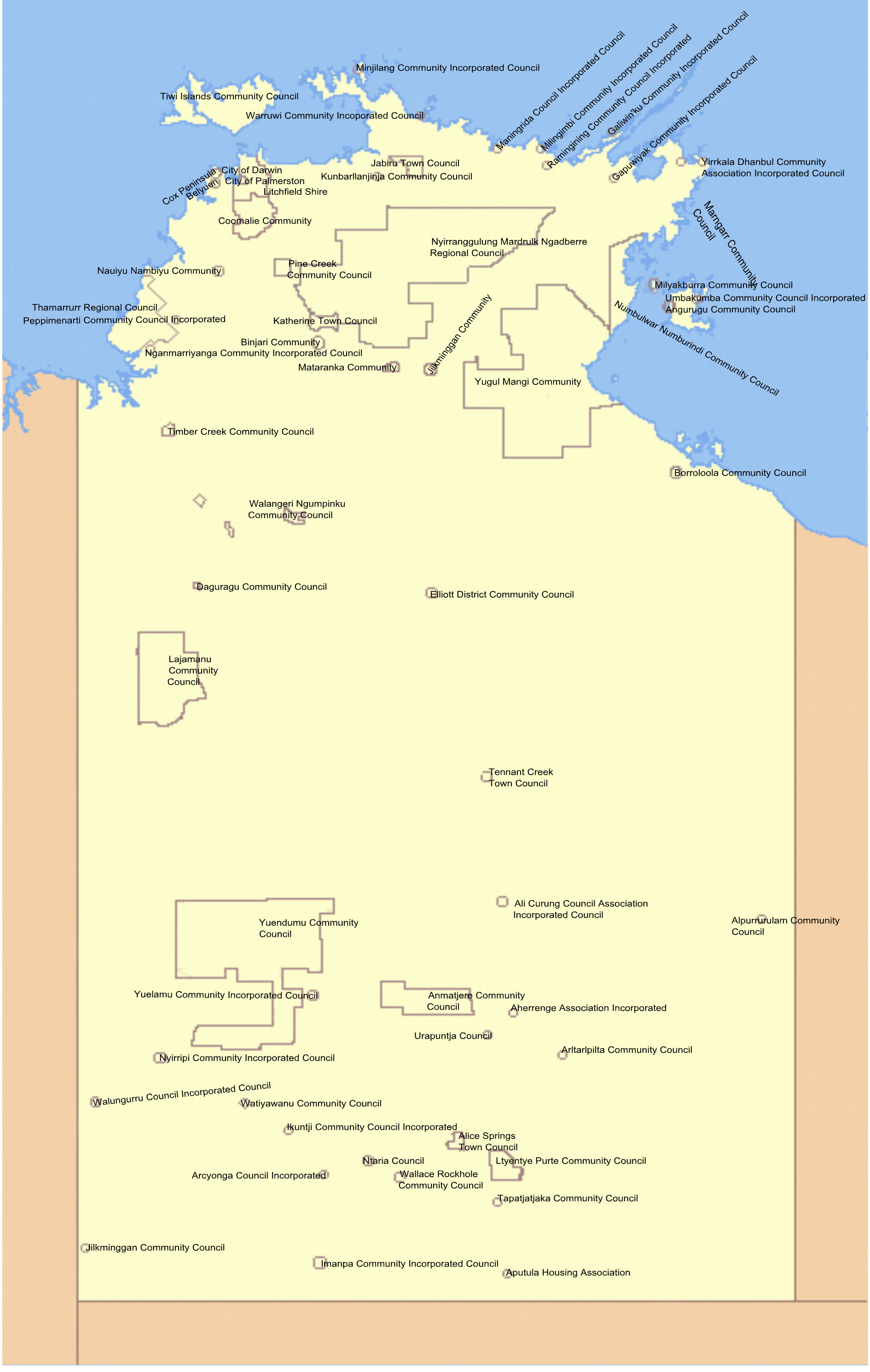
La distribuzione delle Local Government Areas nel Territorio del Nord antecedenti la riorganizzazione del 1º luglio 2008

Le Local Government Areas (LGA) del Territorio del Nord (Australia) sono entità governate da autorità locali, che hanno la responsabilità di provvedere ai servizi di responsabilità non statale. Il 1º luglio 2008 le LGA sono state riorganizzate e classificate in due distinte categorie:
1. municipalità (prevalentemente zone urbanizzate e cittadine rurali);
2. contee (prevalentemente zone rurali o dalla bassa densità abitativa).

In base a questa suddivisione, le LGA del Territorio del Nord sono 16, delle quali 5 sono municipalità e 11 sono contee (prima della riorganizzazione le LGA erano 61).

## Municipalità
- Città di Darwin
- Città di Palmerston
- Municipalità di Litchfield
- Città di Alice Springs
- Città di Katherine

## Contee
- Contea di Belyuen
- Contea di Barkly
- Contea di Central Desert
- Contea di Coomalie
- Contea di East Arnhem
- Contea di Roper Gulf
- Contea di MacDonnell
- Contea delle Isole Tiwi
- Contea di Victoria Daly
- Contea di West Arnhem
- Contea di Wagait

## Aree non incorporate
Vi sono poi 5 aree non incorporate, che non appartengono ad alcuna LGA:
- Nhulunbuy (7.12 km²)
- Alyangula (2.10 km²)
- Unincorporated Top End Region (Finnis-Mary) (19263.22 km²)
- Darwin Rates Act Area (East Arm) (52.15 km²)
- Yulara (103.3 km²)